# FC Twente in het seizoen 1999/00
Het seizoen 1999/2000 was het 35e jaar in het bestaan van de Enschedese betaaldvoetbalclub FC Twente. De club kwam uit in de Nederlandse Eredivisie en eindigde daarin op de zesde plaats. Tevens deed de club mee aan het toernooi om de KNVB Beker, hierin werd in de derde ronde verloren van RKC Waalwijk (0–2).

## Wedstrijdstatistieken

### Eredivisie
|       | Ajax  | AZ    | FC Den Bosch | Cambuur Leeuwarden | Feyenoord | Fortuna Sittard | De Graafschap | sc Heerenveen | MVV   | N.E.C. | PSV   | RKC Waalwijk | Roda JC | Sparta Rotterdam | FC Utrecht | Vitesse | Willem II |
| ----- | ----- | ----- | ------------ | ------------------ | --------- | --------------- | ------------- | ------------- | ----- | ------ | ----- | ------------ | ------- | ---------------- | ---------- | ------- | --------- |
| Thuis | 0 – 0 | 4 – 1 | 3 – 2        | 1 – 0              | 3 – 3     | 1 – 0           | 4 – 0         | 2 – 0         | 1 – 2 | 4 – 2  | 1 – 3 | 1 – 0        | 2 – 1   | 3 – 2            | 4 – 2      | 0 – 0   | 4 – 0     |
| Uit   | 0 – 1 | 2 – 1 | 0 – 0        | 1 – 3              | 1 – 1     | 2 – 2           | 0 – 0         | 0 – 0         | 0 – 2 | 0 – 1  | 2 – 2 | 1 – 1        | 3 – 2   | 1 – 1            | 1 – 0      | 4 – 1   | 1 – 1     |

### KNVB Beker
| Groepsfase                                                    | Sporting Flevoland                            | 1 – 7 (0 – 4)                        | FC Twente |
| 10 augustus 1999 Plaats: Almere Fanny Blankers-Koen-sportpark | Jerry van Haagen 66'                          |                                      | 21', 31', 35', 85' Jan Vennegoor of Hesselink 25', 80' Arjan van der Laan 62' Scott Booth                                                               |
| Groepsfase                                                    | Urk                                           | 0 – 9 (0 – 3)                        | FC Twente |
| 24 augustus 1999 Plaats: Urk Sportpark De Vormt               |                                               |                                      | 25', 35' Scott Booth 33' Arjan van der Laan 48' (e.d.) Tijmen de Boer 50', 68' Jan Vennegoor of Hesselink 60' Berthil ter Avest 81' Andy van der Meijde |
| 2e ronde                                                      | FC Twente                                     | 2 – 1 (0 – 0, 1 – 1) Na sudden death | Gemert |
| 6 oktober 1999 Plaats: Enschede Arke Stadion                  | Arjan van der Laan 82' (pen.) Scott Booth 91' |                                      | 51' Jacco Hoffmans |
| 3e ronde                                                      | RKC Waalwijk                                  | 2 – 0 (1 – 0)                        | FC Twente |
| 30 oktober 1999 Plaats: Waalwijk Mandemakers Stadion          | Roberto Lanckohr 29', 63'                     |                                      | |

## Statistieken FC Twente 1999/2000

### Eindstand FC Twente in de Nederlandse Eredivisie 1999 / 2000
| Stand | Gespeeld | Gewonnen | Gelijk | Verloren | Punten | Doelpunten voor | Doelpunten tegen |
| ----- | -------- | -------- | ------ | -------- | ------ | --------------- | ---------------- |
| 6e    | 34       | 16       | 12     | 6        | 60     | 57              | 37               |

### Topscorers
| #                 | Naam                       | Goal |
| ----------------- | -------------------------- | ---- |
| 1.                | Jan Vennegoor of Hesselink | 19   |
| 2.                | Scott Booth                | 8    |
| 3.                | Arjan van der Laan         | 6    |
| 4.                | Berthil ter Avest          | 5    |
| 4.                | Chris De Witte             | 5    |
| 4.                | Frédéric Peiremans         | 5    |
| 7.                | Erik ten Hag               | 2    |
| 7.                | Andy van der Meijde        | 2    |
| 9.                | Spira Grujić               | 1    |
| 9.                | Jeroen Heubach             | 1    |
| 9.                | Thijs Houwing              | 1    |
| 9.                | André Karnebeek            | 1    |
| Onbekend doelpunt |                            |      |
| –                 | Onbekend                   | 1    |
| Totaal            | Totaal                     | 57   |

| #              | Naam                       | Goal |
| -------------- | -------------------------- | ---- |
| 1.             | Jan Vennegoor of Hesselink | 6    |
| 2.             | Scott Booth                | 4    |
| 2.             | Arjan van der Laan         | 4    |
| 4.             | Berthil ter Avest          | 1    |
| 4.             | Andy van der Meijde        | 1    |
| Eigen doelpunt |                            |      |
| –              | Tijmen de Boer (Urk)       | 1    |
| Totaal         | Totaal                     | 17   |